# Eva Magnusson
Eva Kristina Magnusson, född 30 juli 1924 i Falun, död 23 juli 2023 i Örebro, var en svensk poet, musiklärare och psalmtextförfattare.
Magnusson finns representerad i Den svenska psalmboken 1986 med ett verk (nr 48). Hon gav ut sju diktböcker på förlaget Libris och skrev kåserier i Nerikes Allehanda. Hon skrev också blockflöjtsskolan "Hej! sa' Petronella", som utkom 1976 och därefter i ett stort antal upplagor och blev en stor framgång i hela musikskolesverige. År 2000 utkom den 29:e upplagan. 

## Psalmer
- Vilken vän vi har i Jesus, bearbetad 1984

## Priser och utmärkelser
- Rörlingstipendiet 1981